# ریان پو
ریان پو (به انگلیسی: Rhian Pugh) ژیمناست زادهٔ ۱۶ آوریل ۱۹۸۹ میلادی اهل کشور بریتانیا است.